# امتياز (عدم مساواة اجتماعية)
الامتياز الاجتماعي هو نظرية ميزة أو استحقاق خاص، تستخدم لمنفعة الفرد و / أو لإلحاق الضرر بالآخرين. يمكن للمجموعات صاحبة الامتياز أن تستفاد على أساس الطبقة الاجتماعية، والطائفية، والعمر، والطول، والجنسية، والإعاقة، والفئة الإثنية أو العرقية، والنوع الاجتماعي، والهوية الجندرية، والتوجه الجنسي، والجاذبية الجسدية، والدين. يعتبر الامتياز الاجتماعي عمومًا مفهومًا نظريًا يستخدم في مجموعة متنوعة من الموضوعات وغالبًا ما يكون مرتبطًا بعدم المساواة الاجتماعية. يرتبط الامتياز أيضًا بأشكال السلطة الاجتماعية والثقافية. ظهر المصطلح كمفهوم أكاديمي إلا أنه استُخدام منذ ذلك الحين على نطاق أوسع خارج الأوساط الأكاديمية.
يعتمد هذا الموضوع على تعامل أشكال مختلفة من الامتيازات في مواقف معينة. علاوة على ذلك، يجب أن يُفهم على أنه عكس عدم المساواة الاجتماعية، من حيث إنه يركز على كيفية مساعدة هياكل السلطة في المجتمع للأشخاص المتميزين اجتماعيًا، بدلًا من الطريقة التي تضطهد بها هذه الهياكل الآخرين.

## التاريخ

### دابليو إي بي دو بويز
يمكن القول إن تاريخ الامتياز كمفهوم يعود إلى كتاب عالم الاجتماع والمؤرخ الأمريكي دابليو إي بي دو بويز عام 1903 بعنوان أرواح الشعب الأسود. هنا، كتب أنه على الرغم من أن الأمريكيين من أصل أفريقي كانوا حذرين من الأمريكيين البيض ومدركين للتمييز العنصري، إلا أن الأمريكيين البيض لم يفكروا كثيرًا في الأمريكيين من أصل أفريقي، ولا في آثار التمييز العنصري. في عام 1935، كتب دو بويز عما أسماه «أجور العرق الأبيض» التي يحتفظ بها الأمريكيون البيض. كتب أن هذه تشمل المجاملة والاحترام، والقبول دون عوائق في جميع الوظائف العامة، والمعاملة والتساهل في المحكمة، والتسجيل في أفضل المدارس.

### تصنيف المفهوم
في عام 1988، نشرت الناشطة النسوية الأمريكية والمناهضة للعنصرية بيغي مكينتوش «امتياز البيض وامتياز الذكور: رواية شخصية عن رؤية المراسلات من خلال العمل في دراسات المرأة». هنا، وثقت مكينتوش ستة وأربعين امتيازًا حصلت عليه، كشخص أبيض، في الولايات المتحدة. وكمثال على ذلك، «يمكنني أن أثق أنني في حال احتجت إلى مساعدة قانونية أو طبية، فإن كوني امرأة بيضاء سيساعدني»، و «ليس علي أن أعلم أطفالي أن يكونوا على دراية بالعنصرية المؤسساتية من أجل حمايتهم البدنية اليومية». ووصفت مكينتوش امتياز البيض بأنه «حزمة غير مرئية من الأصول غير المكتسبة» التي لا يريد البيض الاعتراف بها، والتي تؤدي إلى ثقتهم وراحتهم وتجاهلهم للقضايا العرقية، في حين يصبح الأشخاص غير البيض غير واثقين، وغير مرتاحين، ومستبعدين. ينسب إلى مقال مكينتوش الفضل في تحفيز الاهتمام الأكاديمي بالامتياز، الذي دُرس على نطاق واسع في العقود التي تلت ذلك.

## نظرة عامة
تاريخيًا، ركزت الدراسة الأكاديمية لعدم المساواة الاجتماعية بشكل أساسي على الطرق التي يحصل التمييز بها ضد الأقليات، وتجاهلت الامتيازات الممنوحة للفئات الاجتماعية المهيمنة. تغير ذلك في أواخر ثمانينيات القرن العشرين، عندما بدأ الباحثون في دراسة مفهوم الامتياز.
الامتياز، كما يفهمه ويصفه الباحثون، هو وظيفة من متغيرات متعددة ذات أهمية متفاوتة، مثل العرق، والعمر، والجنس، والتوجه الجنسي، والهوية الجندرية، والمواطنة، والدين، والقدرة البدنية، والصحة، ومستوى التعليم وغيرها. يميل العرق والجنس إلى أن يكون لهما أعلى الآثار التي يكتسبها المرء لحظة ولادته بهذه الخصائص فهي مرئية على الفور. ومع ذلك، فإن الدين، والهوية الجنسية، والقدرة البدنية هي أيضا ذات صلة كبيرة. بعض الخصائص مثل الطبقة الاجتماعية مستقرة نسبيًا والبعض الآخر، مثل العمر، والثروة، والدين، والجاذبية، ستغير أو قد تتغير مع مرور الوقت. بعض خصائص الامتياز يحددها الفرد جزئيًا على الأقل، مثل مستوى التعليم، في حين أن العرق أو الطبقة الاجتماعية فهي ليست بإرادة الفرد نهائيًا.
يستخدم عالم الاجتماع الأمريكي مايكل إس كيمل الريح كناية لشرح المفهوم. يوضح أنه عندما تمشي في مهب الريح، عليك أن تكافح من أجل كل خطوة تخطوها. عندما تمشي مع الريح، فأنت لا تشعر بالرياح على الإطلاق ولكنك ما زلت تتحرك أسرع مما كنت ستتحرك بخلاف ذلك. الريح هي امتياز اجتماعي وإذا كانت تهب مع اتجاه سيرك، فإنها ببساطة تدفعك إلى الأمام مع القليل من الجهد الذي تبذله.
في سياق النظرية، يُعتبر الأشخاص المتميزون «القاعدة»، وبالتالي يحصلون على التغطية والراحة في المجتمع، مع اعتبار الآخرين بدائل أدنى. يرى الأشخاص المتميزون انعكاس تميزهم في جميع أنحاء المجتمع سواء في وسائل الإعلام أو وجهًا لوجه في لقاءاتهم مع المعلمين ومديري أماكن العمل والسلطات الأخرى، والتي يجادل الباحثون أنها تؤدي إلى الشعور بالاستحقاق والافتراض بأن الشخص المتميز سينجح في الحياة، وسيحصل على الحماية من احتمال تعرضه للتمييز من الأشخاص في مناصب السلطة.

## الدراية بالامتياز
بعض الأكاديميين، مثل بيغي مكينتوش، يسلطون الضوء على نمط معين من أولئك الذين يستفيدون من نوع من الامتياز لكنهم غير راغبين في الاعتراف به. ينتج عن ذلك أن هذا الرفض يشكل ظلمًا إضافيًا ضد أولئك الذين لا يستفيدون من نفس شكل الامتياز. أشار ديرالد وينغ سو إلى هذا الإنكار على أنه شكل من أشكال «العدوان المصغر» أو الذي ينقي تجارب الأشخاص الذين لا امتياز لديهم ويقلل من العوائق التي يواجهونها.
كتبت مكينتوش أن معظم الناس يترددون في الاعتراف بامتيازهم، وبدلًا من ذلك يبحثون عن طرق لتبرير أو تقليل آثار الامتياز الذي يدل بأنهم استغلوا امتيازهم على أكمل وجه. إنهم يبررون ذلك من خلال الاعتراف بأفعال الأفراد من الهيمنة غير المكتسبة، لكنهم ينكرون أن الامتياز ذو طابع مؤسسي وراسخ في جميع أنحاء مجتمعنا. كتبت أن أولئك الذين يعتقدون أن الامتياز منظم قد ينكرون أنهم استفادوا منه شخصيًا، وقد يعارضون الجهود المبذولة لتفكيكه. وفقًا للباحثين، فإن الأفراد المتميزين يقاومون الاعتراف بامتيازاتهم لأن القيام بذلك يتطلب منهم الاعتراف بأن أي نجاح حققوه لم يتحقق فقط من خلال جهودهم الخاصة. بدلًا من ذلك، كان النجاح جزئيًا بسبب نظام طُور لدعمهم. إن مفهوم الامتياز يشكك في فكرة أن المجتمع هو نظام حكم جدارة، جادل الباحثون بأنه أمر مقلق بشكل خاص للأمريكيين الذين يعتبرون أنهم يعيشون في ظل نظام الجدارة وهو قيمة ثقافية راسخة، ويصفها الباحثون عمومًا على أنها أسطورة.
في كتاب المجتمع الجندري كتب مايكل كيمل أنه عندما لا يشعر الأشخاص المتميزون بالقوة الشخصية، فإن الحجج التي تفيد بأنهم استفادوا من المزايا غير المكتسبة تبدو غير مقنعة. 

## أنواع محددة من الامتيازات
- امتياز البيض
- امتياز الذكورة
- امتياز الجنسية الغيرية
- امتياز المسيحية
- الامتياز الطبقي
- امتياز مطابقة النوع
- امتياز صحة الأعصاب
- امتياز القادرين على العمل